# Курганинск
Курга́нинск — город на юге России, в Краснодарском крае. Административный центр Курганинского района и Курганинского городского поселения.

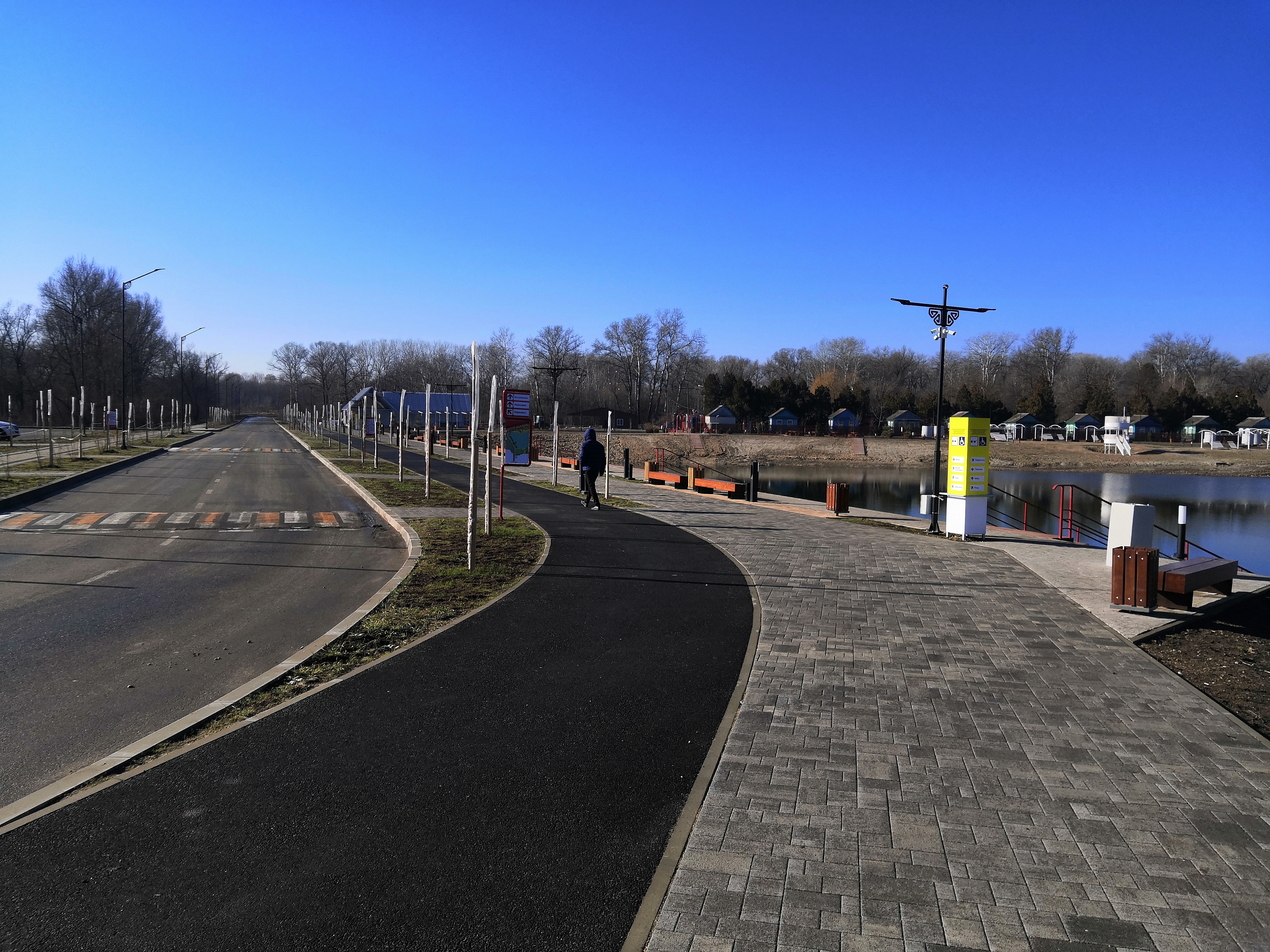
Городской пляж

## География
Город расположен на правом берегу реки Лабы, в предгорьях западной части Главного Кавказского хребта, в 150 км к востоку от Краснодара.
Железнодорожная станция Курганная на линии Армавир — Туапсе, отходит ветка вверх по долине реки Лабы (через Лабинск до посёлка Псебай). Однако пассажирское железнодорожное сообщение по данной ветке было прекращено в 2000 году. Аэропорт местных воздушных линий также не работает.

## История
До Кавказской войны на месте города находился адыгский аул Шханчериехабль (адыг. Шъхьанчэрыехьабл).
В 1834 основана станица Курганная. Название дано по обилию на территории станицы и в окрестностях курганов. Станица входила в Лабинский отдел Кубанской области.
14 января 1961 года — станица получает статус города и имя Курганинск.
Родословная Курганинска начинается с казачьей станицы. Славные труженики и храбрые воины — донские линейные казаки заложили первый камень станицы Курганной в 1834. На правом берегу Лабы, на кургане, на месте сторожевого казачьего поста, прибывшие из-за Кубани 70 казачьих семей обосновали поселение, названное по ассоциации с характерной местностью обилием древних курганов станицей Курганной.
Историко-архитектурной жемчужиной и знаковым символом Курганинского района по праву считается Свято-Вознесенский храм — уникальное творение зодчих, которое входит в сокровищницу культурных ценностей Кубани и России. Его строительство начато в 1906 году и велось на добровольные пожертвования жителей при инициативной поддержке святого духовного дела станичным атаманом Зинченко. Именно в день Вознесения Господня в 1916 году состоялось освящение храма. Церковная летопись повествует, что в росписи нашего храма участвовали выдающиеся живописцы — исследователи и ученики великого русского художника Васнецова.
Станица Курганная быстро развивалась и росла, вместе со всей Кубанью пережила годы гражданской войны. В годы Великой Отечественной войны на защиту Родины ушли 22 тысячи курганинцев, 12 тысяч награждены за ратный подвиг орденами и медалями, а 15 курганинцев стали Героями Советского Союза, в том числе жители города Владимир Серов, Иван Сериков, Михаил Сахненко, Пётр Дёгтев, Пантелей Бураков, Ковалёв Дмитрий стал полным кавалером орденов Славы. Памяти павших в годы Гражданской и Великой Отечественной войн посвящён мемориал «Ника».
Курганинская земля прославилась тем, что здесь талантливым режиссёром И. А. Пырьевым в конце 1940-х годов был снят фильм «Кубанские казаки». В 2003 году по просьбе жителей района восстановлена знаменитая арка из фильма, которая с 1950 года, несколько десятилетий украшала город. В память о народной артистке СССР Кларе Степановне Лучко, сыгравшей одну из главных ролей в фильме, установлен памятный знак и её именем названа центральная площадь г. Курганинска. В музее Кларе Степановне посвящена постоянная выставка «Жемчужина Курганинской земли».
Облик Курганинска изменился в год 150-летия его основания. Обновлено асфальтное покрытие многих дорог, построены сотни метров новых тротуаров, обустроены светофорами перекрёстки, возведены новые автопавильоны на автобусных остановках. Реконструированы рынки, привокзальная и центральная площади, детский корпус районной больницы.
На территории города находятся:
- 242-й отдельный мостовой железнодорожный батальон
- 211-й отдельный железнодорожный батальон механизации

## Население
| 1926    | 1939    | 1959    | 1967    | 1970    | 1979    | 1989    | 1992    | 1996    | 1998    | 2000    | 2001    |
| ------- | ------- | ------- | ------- | ------- | ------- | ------- | ------- | ------- | ------- | ------- | ------- |
| 13 717  | ↘12 202 | ↗24 266 | ↗31 000 | ↗34 815 | ↗37 559 | ↗40 763 | ↗42 000 | ↗47 700 | ↗50 000 | ↗50 700 | ↗50 800 |
| 2002    | 2003    | 2005    | 2006    | 2007    | 2008    | 2009    | 2010    | 2011    | 2012    | 2013    | 2014    |
| ↘46 618 | ↘46 600 | ↘46 300 | ↗46 400 | ↗46 700 | ↗47 300 | ↗47 722 | ↗47 970 | ↗48 000 | ↗48 189 | ↗48 359 | ↗48 534 |
| 2015    | 2016    | 2017    | 2018    | 2019    | 2020    | 2021    | 2023    | 2025    |         |         |         |
| ↗49 037 | ↘49 006 | ↘48 964 | ↘48 689 | ↘48 439 | ↘48 194 | ↘47 305 | ↘46 393 | ↘46 089 |         |         |         |

На 1 января 2025 года по численности населения город находился на 334-м месте из 1124 городов Российской Федерации.
Национальный состав
По данным Всероссийской переписи населения 2010 года:
| Народ                     | Численность, чел. | Доля от всего населения, % |
| ------------------------- | ----------------- | -------------------------- |
| русские                   | 41 148            | 85,78 %                    |
| армяне                    | 4 601             | 9,59 %                     |
| украинцы                  | 638               | 1,33 %                     |
| немцы                     | 169               | 0,35 %                     |
| белорусы                  | 146               | 0,30 %                     |
| адыги                     | 137               | 0,29 %                     |
| другие                    | 778               | 1,62 %                     |
| не указана национальность | 353               | 0,74 %                     |
| Всего                     | 47 970            | 100,0 %                    |

По итогам переписи населения 2020 года проживали следующие национальности (национальности менее 0,1 % и другое см. в сноске к строке «Другие»):
| Национальность | Численность, чел. | Доля     |
| -------------- | ----------------- | -------- |
| Русские        | 43 198            | 91,32 %  |
| Армяне         | 3078              | 6,51 %   |
| Украинцы       | 118               | 0,25 %   |
| Цыгане         | 90                | 0,19 %   |
| Грузины        | 58                | 0,12 %   |
| Немцы          | 49                | 0,10 %   |
| Другие         | 714               | 1,51 %   |
| Итого          | 47 305            | 100,00 % |

## Административное деление
Город входит в состав Курганинского городского поселения:
- Глава Курганинского городского поселения — Руденко Василий Павлович.

## Культура, достопримечательности

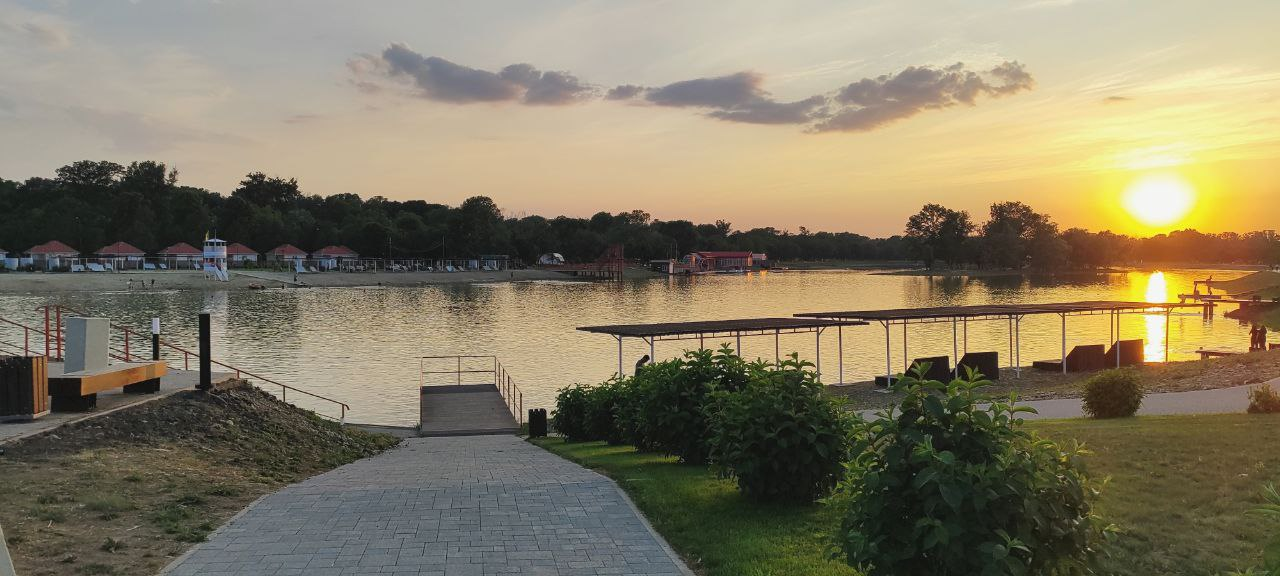
Городской пляж

- Свято-Вознесенский храм (1906, освящён 1916)[30]
- Храм-часовня имени святых Первоверховных Петра и Павла (2003)
- Курганинский муниципальный музей. Размещается в специально построенном здании, что позволяет ему принимать и экспонировать краевые, республиканские и даже зарубежные выставки. Собственная экспозиция музея насчитывает 27 тыс. единиц. В музее постоянно действует выставка «Материальная культура казачьего населения Кубани во второй половине XIX — начале XX века», организуются также художественные выставки.
- Городской пляж «Две зари». На территории 6,6 га создана пляжная зона для купания, проката лодок и катамаранов, и спортивно-игровая зона, проложены велодорожки[31][32].

## Экономика
- Предприятия пищевой промышленности: сахарный завод. Птицекомбинат. Пищекомбинат «Галан». Элеватор.
- Заводы: Жестяно-баночных изделий.
- Железнодорожный узел.
- В районе выращивают зерновые, сахарную свёклу, овощи. Мясо-молочное скотоводство, свиноводство, птицеводство, рыбоводство.
- Ведущие сельскохозяйственные предприятия района: СПК колхоз «Рассвет», ООО «Агро-Галан», ООО «Сельхоз-Галан».
- Самые крупные предприятия района: ООО «Выбор-С». ОАО «Галан», ООО " Кубаньгеоизыскания"и другие.

## СМИ

##### Цифровые эфирные каналы
Все 20 каналов для мультиплекса РТРС-1 и РТРС-2; Пакет радиоканалов, включает: Вести FМ, Радио Маяк, Радио России / ГТРК Кубань.
- Пакет телеканалов РТРС-1 (телевизионный канал 37, частота 602 МГц), включает: Первый канал, Россия 1 / ГТРК Кубань, Матч ТВ, НТВ, Пятый канал, Россия К, Россия 24 / ГТРК Кубань, Карусель, ОТР / Кубань 24, ТВЦ.
- Пакет телеканалов РТРС-2 (телевизионный канал 52, частота 730 МГц), включает: РЕН ТВ, Спас, СТС, Домашний, ТВ-3, Пятница!, Звезда, Мир, ТНТ, Муз-ТВ.
- Обязательные общедоступные региональные телеканалы («21-я кнопка»): телеканал «Кубань 24».

Газета объявлений «Курганинск экспресс»